# Splenius cervicis
Splenius cervicis (også kendt som splenius colli) er en muskel på bagsiden af nakken. Den starter ved et smalt seneagtigt bånd fra torntapene fra tredje til sjette thorakale vertebra; den hæfter, ved seneagtige fasciculi, ind i den posteriore tuberkel på tværtappene på de øvre to eller tre cervikale vertebrae.
Dens navn er baseret på det græske ord σπληνίον, splenion (der betyder plaster) og det latinske ord cervix (der betyder nakke). Ordet collum refererer også til nakke på latin.
Splenius cervicis' funktion er at ekstendere den cervikale rygrad, rotation til den ipsilaterale side og lateral fleksion også til den ipsilaterale side.

## Yderligere billeder
- Placering af splenius cervicis-musklen (vist med rødt).
- Lateralt.
- Posteriort.
- Nakkens muskler. Lateralt.
- Sektion af nakken fra sjette cervikale vertebra.